# Joachim Pichura
Joachim Pichura (ur. 14 kwietnia 1942 w Katowicach zm. 15 kwietnia 2024) – polski muzyk, akordeonista, pedagog, nauczyciel akademicki, profesor sztuk muzycznych, w latach 1987–1990 rektor Akademii Muzycznej im. Karola Szymanowskiego w Katowicach.

## Życiorys
W 1968 ukończył studia muzyczne w Państwowej Wyższej Szkole Muzycznej w Warszawie, gdzie pobierał naukę w klasie akordeonu u prof. Włodzimierza Lecha Puchnowskiego. Następnie w 1968 został nauczycielem akademickim Wydziału Instrumentalnego Państwowej Wyższej Szkoły Muzycznej w Katowicach, przekształconej w 1979 w Akademię Muzyczną.
W 1971 został mianowany adiunktem, w 1979 docentem, w 1987 profesorem nadzwyczajnym, w 1991 otrzymał tytuł profesora zwyczajnego. Był prorektorem (1982–1987) oraz rektorem (1987–1990) Akademii Muzycznej, a od 1996 dziekanem Wydziału Instrumentalnego tej uczelni. Był kierownikiem artystycznym Śląskiego Kwintetu Akordeonowego.
W 2001 wszedł w skład prezydium Polskiej Komisji Akredytacyjnej.
W 2014 został odznaczony Srebrnym Medalem „Zasłużony Kulturze Gloria Artis”.
Zmarł 15 kwietnia 2024. Uroczystości pogrzebowe odbyły się 19 kwietnia. Urna z prochami została złożona na Cmentarzu Bonifratrów w Katowicach-Bogucicach.